# David Clinton Gillespie
David Clinton Gillespie   (Comtat de Tazewell, 13 de desembre de 1877 - Ithaca, 31 d'octubre de 1935) va ser un matemàtic nord-americà.

## Vida i Obra
Gillespie va estudiar a la universitat de Virginia en la qual es va graduar el 1900. Després d'un curs estudiant matemàtiques a la universitat Johns Hopkins, va anar a la universitat de Göttingen en la qual es va doctorar el 1906 amb una tesi dirigida per David Hilbert. En retornar als Estats Units va ser contactat com a professor de matemàtiques a la universitat Cornell on va fer tota la seva carrera acadèmica fins que va morir el 1935.
El seu camp de treball va ser sempre l'anàlisi matemàtica tot i que també va fer incursions en les matemàtiques aplicades. La seva aportació més original va ser en teoria de la mesura quan va suggerir una mesura alternativa a la mètrica de Carathéodory.